# Municipio de Uniontown
El municipio de Uniontown (en inglés: Uniontown Township) es un municipio ubicado en el condado de Crawford en el estado estadounidense de Arkansas. En el año 2010 tenía una población de 1029 habitantes y una densidad poblacional de 20,61 personas por km².

## Geografía
El municipio de Uniontown se encuentra ubicado en las coordenadas 35°35′49″N 94°26′00″O / 35.59694, -94.43333. Según la Oficina del Censo de los Estados Unidos, el municipio tiene una superficie total de 49.92 km², de la cual 49,92 km² corresponden a tierra firme y (0 %) 0 km² es agua.

## Demografía
Según el censo de 2010, había 1029 personas residiendo en el municipio de Uniontown. La densidad de población era de 20,61 hab./km². De los 1029 habitantes, el municipio de Uniontown estaba compuesto por el 91,16 % blancos, el 0,1 % eran afroamericanos, el 4,28 % eran amerindios, el 0,1 % eran asiáticos, el 0,39 % eran de otras razas y el 3,98 % eran de una mezcla de razas. Del total de la población el 1,85 % eran hispanos o latinos de cualquier raza.